# فریناز لاری
فریناز لاری (زاده ۱ فروردین ۱۳۶۶ در تهران) کیک‌بوکسور کانادایی-ایرانی‌تبار مقیم کانادا است. وی اولین زن ایرانی است که در قهرمانی کیک بوکسینگ جهان در سال ۲۰۱۳ برنده مدال شده‌است.
فریناز لاری عضو تیم ملی کیک بوکسینگ بانوان ایران در سومین دوره بازی‌های داخل سالن آسیا سیزدهمین مدال نقره را به دست آورد. فریناز لاری در مسابقات فینال کیک بوکسینگ داخل سالن ویتنام در وزن ۵۲ کیلوگرم در مسابقه فینال نتیجه را به حریف ویتنامی خود واگذار کرد و مدال نقره این دوره از بازی‌ها را کسب نمود وی در بازی نیمه نهایی بر حریف قزاقستانی غلبه کرده بود.

## جوایز قهرمانی
فریناز لاری در سال ۲۰۰۹ در مسابقات داخل سالن قهرمانی کیک‌بوکسینگ آسیا، مدال برنز گرفت؛ در سال ۲۰۱۱ مدال طلای جام جهانی دایموند را به دست آورد؛ یک سال بعد در مسابقات قهرمانی آسیا در هند، مدال نقره گرفت؛ و سرانجام در سال ۲۰۱۳ با قهرمانی در رقابت‌های جهانی برزیل، تبدیل به اولین زن ایرانی شد که در رشتهٔ کیک‌بوکسینگ مدال طلای جهان را کسب می‌کند.

## زندگی شخصی و حرفه
او زمانی که تنها ۱۱ سال داشت، قهرمان ژیمناستیک دختران ایران شد و در ۱۸ سالگی ورزش‌های کیک‌بوکسینگ و موی‌تای را با وجود مخالفت پدر و مادرش که معتقد بودند ورزش مناسبی برای یک دختر نیست، آغاز کرد. هرچند که مربیان فریناز می‌گفتند که این سن برای شروع کیک‌بوکسینگ دیر است، اما او در ۱۷ جلسه چنان پیشرفتی کرد که توانست در مسابقات قهرمانی ایران شرکت کند. وی در سال‌های ۱۳۸۵ و ۱۳۸۶ قهرمان کیک‌بوکسینگ و در سال ۱۳۸۷، قهرمان موی‌تای ایران شد.
فریناز لاری در سال ۲۰۲۰ در تداکس تهران سخنرانی با عنوان طرز فکر یک قهرمان: چیزهایی که میتوانیم از آن یاد بگیریم انجام داده.
فریناز که فوق‌لیسانسش را در رشتهٔ فیزیولوژی ورزشی از دانشگاه بریتیش کلمبیا در کانادا اخذ کرده، هم‌اکنون ساکن شهر ونکوور در این کشور است و در کنار همسر و مربی‌اش علی خنجری، فعالیت حرفه‌ای خود را ادامه می‌دهد.